# Asphondylia trichocecidarum
Asphondylia trichocecidarum är en tvåvingeart som beskrevs av Mani 1934. Asphondylia trichocecidarum ingår i släktet Asphondylia och familjen gallmyggor. Inga underarter finns listade i Catalogue of Life.